# 米尔施塔特
米尔施塔特是奥地利克恩顿州德劳河畔施皮塔尔县的一个市镇。总面积57.81平方公里，总人口3462人，人口密度60人/平方公里（2023年）。

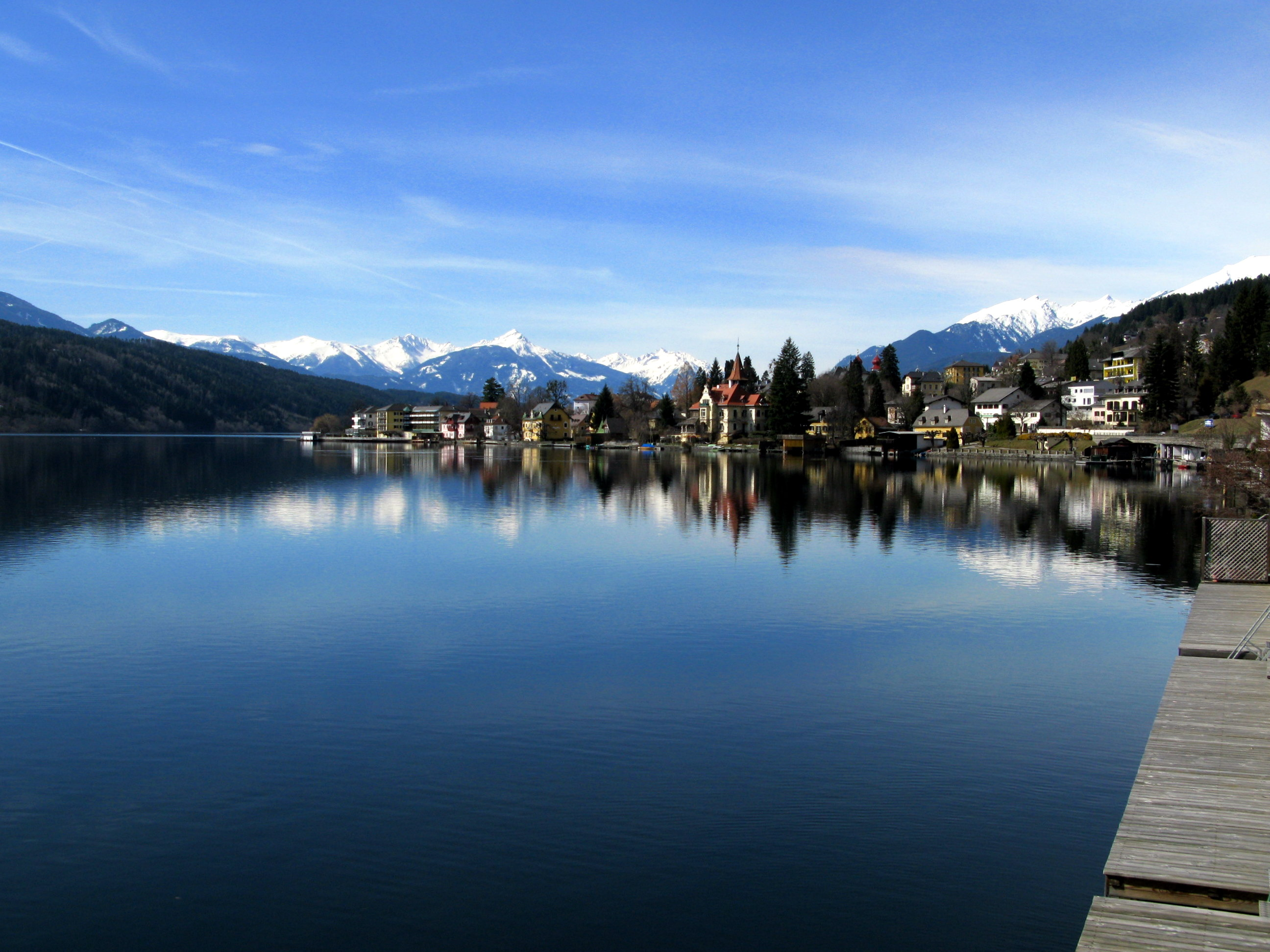